# 51 км (пост)
Пост 51 км — колійний пост Конотопської дирекції залізничних перевезень Південно-Західної залізниці. Код поста в ЄМР 326520.
Розташований на лінії Бахмач-Гомельський —Хоробичі між станціями Макошине (4 км) та Мена (6 км). Відстань до Хоробичів — 84 км, до Бахмача-Гомельського — 51 км.
Відкритий 2008 року. Пасажирського та вантажного значення не має.